# Psellidotus annamariae
Psellidotus annamariae är en tvåvingeart som först beskrevs av Clement Samuel Brimley 1925.  Psellidotus annamariae ingår i släktet Psellidotus och familjen vapenflugor. Inga underarter finns listade i Catalogue of Life.